# Potentilla anjuica
Potentilla anjuica är en rosväxtart som beskrevs av V.V. Petrovskii. Potentilla anjuica ingår i Fingerörtssläktet som ingår i familjen rosväxter. Inga underarter finns listade i Catalogue of Life.